# Centro de Ciências Biológicas da Universidade Federal de Santa Catarina
O Centro de Ciências Biológicas da UFSC, conhecido pela sigla CCB, é uma unidade de ensino, pesquisa e extensão da UFSC, com sede na cidade de Florianópolis, cujas atividades científicas abrangem várias áreas das Ciências da Vida, incluindo: Biologia, Saúde, Agricultura e Zootecnia, Biotecnologia e Meio ambiente. 
Além das pesquisas realizadas no Centro, no CCB tem sido ministrados cursos de graduação em Ciências Biológicas e pós-graduação em diferentes áreas das Ciências da Vida. Nele também ocorrem disciplinas ofertadas à outros cursos de graduação e pós-graduação.
O CCB também administra em Florianópolis o Horto Botânico do Departamento de Botânica da UFSC, a coleção científica do Herbário da UFSC (Herbário FLOR) e a área de proteção ambiental intitulada Unidade de Conservação Ambiental Desterro. Em parceria com a prefeitura de Seara, no oeste catarinense, também administra o Museu Fritz Plaumann, que abriga uma riquíssima coleção entomológica . Além disso, tem colaborado nos seus anos de existência com outros projetos da universidade, como o Biotério Central e a administração da área do Manguezal do Itacorubi.

## Histórico
O "embrião" do CCB teve origem em 1967 com a criação do Departamento de Biologia, pertencente na época ao chamado Centro de Estudos Básicos (CEB) da UFSC. Era uma unidade de ensino que oferecia disciplinas ofertadas à vários outros cursos profissionalizantes da universidade.
Em 1974, foi criado então o primeiro curso de graduação em Ciências Biológicas na UFSC, na opção de "Licenciatura Curta". No entanto, somente em 1976, enfim, o Departamento de Biologia foi renomeado, dando origem ao Centro de Ciências Biológicas da UFSC, que na época de sua implantação passou a abrigar quatro departamentos: Biologia, Ciências Fisiológicas, Ciências Morfológicas e Microbiologia.
Nas décadas seguintes, foram sendo criados outros departamentos dentro do Centro, sendo que em 1985 a disciplina Farmacologia foi separada do Centro de Ciências da Saúde (CCS) e passou a ser vinculada ao CCB.

## Departamentos
Atualmente, o CCB conta com oito departamentos:
- Biologia Celular, Embriologia e Genética (BEG);
- Bioquímica (BQA);
- Botânica (BOT);
- Ciências Fisiológicas (CFS);
- Ciências Morfológicas (MOR);
- Ecologia e Zoologia (ECZ);
- Farmacologia (FMC); e
- Microbiologia, Imunologia e Parasitologia (MIP).

## Cursos
No CCB são ofertadas 3 modalidades de graduação e 11 de pós-graduação:
- GRADUAÇÃO:
  - Licenciatura e Bacharelado em Ciências Biológicas (diurno);
  - Licenciatura em Ciências Biológicas (noturno)
  - Licenciatura em Ciências Biológicas na Modalidade a Distância (EaD) nos pólos de Araranguá e de Tubarão.
- PÓS GRADUAÇÃO:
  - Biologia Celular e do Desenvolvimento  (Mestrado e Doutorado)
  - Bioquímica (Mestrado e Doutorado)
  - Biotecnologia e Biociências (Mestrado e Doutorado)
  - Ecologia (Mestrado e Doutorado)
  - Farmacologia (Mestrado e Doutorado)
  - Fungos, Algas e Plantas (Mestrado e Doutorado)
  - Neurociências (Mestrado e Doutorado)
  - Multicêntrico em Ciências Fisiológicas (Mestrado e Doutorado)
  - Mestrado Profissional em Farmacologia
  - Mestrado Profissional em Perícias Ambientais e Criminais
  - Mestrado Profissional em Ensino de Biologia